# انفجار هيوستن 2020
انفجار هيوستن 2020 في 24 يناير 2020 انفجر مبنى في واتسون للطحن والتصنيع في شمال غرب هيوستن تكساس الولايات المتحدة، الساعة 4:24 صباحًا، حيث تناثر الحطام على مسافة نصف ميل، وتضرر ما يقرب من 200 من المنازل والشركات المجاورة. طلب المسؤولون من السكان المحليين البحث عن الحطام والأشلاء للمساعدة في التحقيق في سبب الانفجار. من المعروف أن عدم وجود قوانين تقسيم المناطق التي تفصل المناطق الصناعية عن المساكن سائد في المنطقة المجاورة للانفجار.
تم الإبلاغ عن حالتي وفاة صباح يوم الحادث. كلا الرجلين كانا موظفين في واتسون للطحن والتصنيع. توفي رجل ثالث تأثر منزله بالحطام الناجم عن الانفجار، متأثرا بجراحه في 5 فبراير. ثمانية عشر شخصًا «أبلغوا بأنفسهم» إلى غرف الطوارئ عن إصابات طفيفة. التمس 48 شخصًا المأوى من الصليب الأحمر، وأغلقت مدرستان في الجوار طوال اليوم. تم تفجير بعض المنازل القريبة من المنشأة من أساساتها، وانهارت أسقف بعضها، وتحطمت النوافذ وأبواب المرآب المنحنية.
ساعد مكتب الكحول والتبغ والأسلحة النارية والمتفجرات إدارتي هيوستن للإطفاء والشرطة في التحقيق. تم رفع دعاوى قضائية متعددة.
تقدم واتسون للطحن والتصنيع بإعلان إفلاسه في فبراير.

## السبب
السبب هو تسرب غاز مشتبه به من خزان بروبيلين سعة 2000 جالون.